# Uherský Ostroh (nádraží)
Uherský Ostroh je železniční stanice v jižní části města Uherský Ostroh v okrese Uherské Hradiště. Leží v km 91,692 neelektrizované a jednokolejné části Vlárské dráhy mezi stanicemi Veselí nad Moravou a Ostrožská Nová Ves.

## Historie
Stanice s tehdejším názvem Ungarisch Ostra byla otevřena 1. června 1887, tedy současně s otevřením úseku tratě, na které leží. Později se začal používat český název Uherský Ostroh, výjimkou byla léta 1939 až 1945, kdy bylo zavedeno dvojjazyčné pojmenování Ungarisch Ostra / Uherský Ostroh. Pak se vrátilo původní české označení, které bylo v roce 1951 zkráceno na Ostroh. Od roku 1970 se opět používá jméno Uherský Ostroh.
V roce 2008 bylo stanici instalováno elektronické stavědlo ESA 11 s dálkovým řízením ze stanice Kunovice, od zavedení dálkového ovládání v březnu 2008 je tak Uherský Ostroh zcela neobsazen dopravními zaměstnanci. V roce 2015 bylo zavedeno dálkové ovládání stanice z Centrálního dispečerského pracoviště (CDP) v Přerově.

## Popis

### Stav před rokem 2008
Stanice byla vybavena staničním zabezpečovacím zařízením 2. kategorie - elektromechanické zabezpečovací zařízení. Provoz ve stanici řídil místně výpravčí z dopravní kanceláře ve výpravní budově, na zhlavích byla závislá stavědla (St 1 zhlaví směr Ostrožská Nová Ves a St 2 na veselském zhlaví), která byla obsazena signalisty.

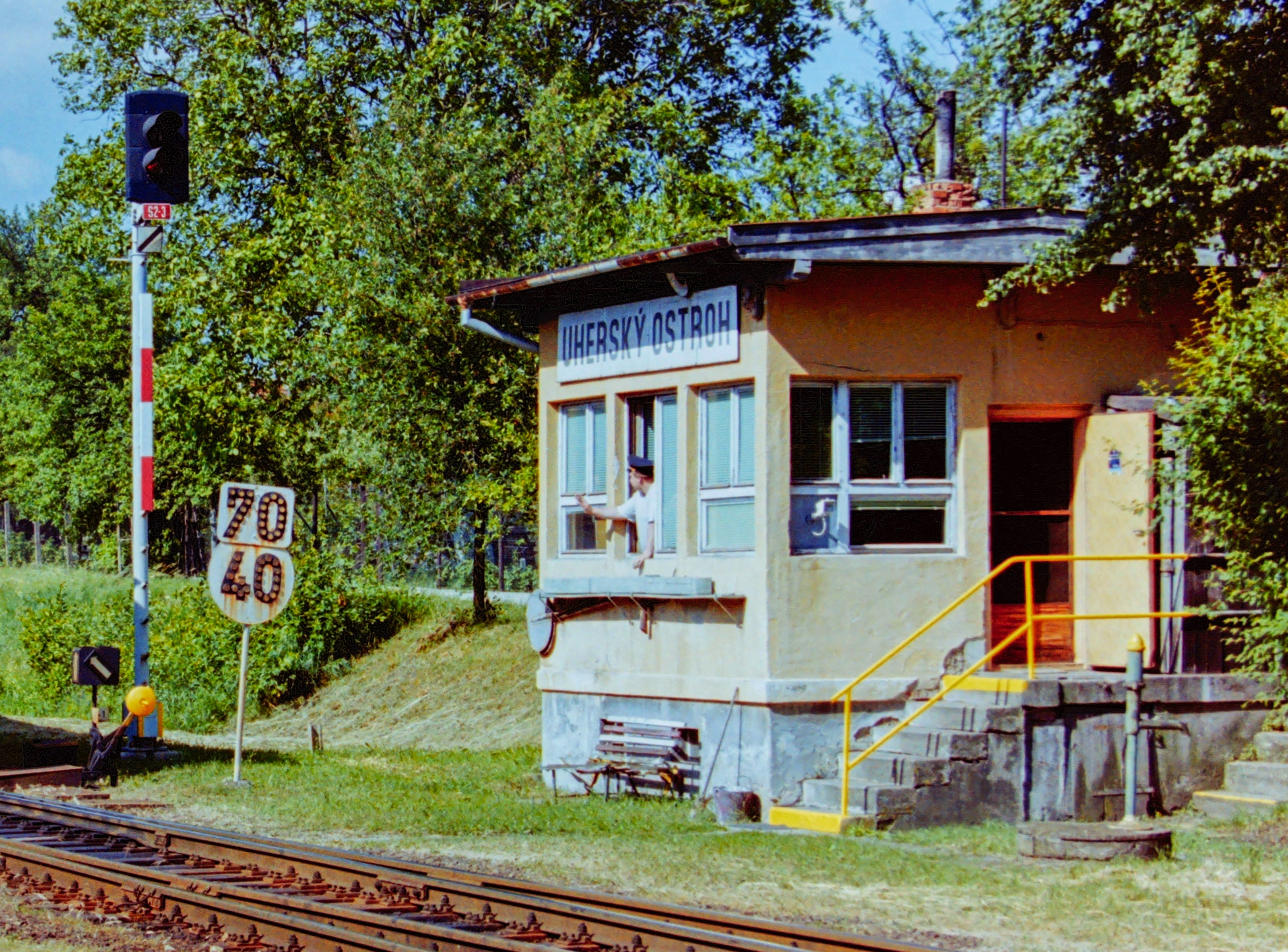
Stavědlo 1 a skupinové odjezdové návěstidlo směr Ostrožská Nová Ves

Většina výhybek byla přestavovaná ústředně ze stavědel pomocí drátovodů. Vjezdové návěstidlo S od Veselí nad Moravou bylo mechanické (rovněž předvěst Př S byla mechanická) a bylo umístěno v km 90,810, vjezdové návěstidlo L z opačné strany bylo světelné a nacházelo se v km 92,166. Odjezdová návěstidla byla skupinová: světelné S 2-3 a mechanické L 2-3. Mechanická návěstidla byla v noci osvětlována pomocí petrolejových svítidel, což už bylo v té době poměrně vzácné.  V obou přilehlých traťových úsecích byly jízdy vlaků zabezpečeny pomocí telefonického dorozumívání.
Ve stanici byly tři dopravní koleje (od budovy číslovány 2, 1 a 3), za dopravní kolejí č. 3 se nacházela ještě oboustranně zapojená manipulační kolej vlečky ŽPSV č. 5. Mezi budovou a veselským zhlavím se pak ještě byla oboustranně zapojená manipulační kolej č. 4, na kterou navazovala kusá manipulační kolej č. 6 a vlečka Jáchymov invest (DYAS), do které byla zapojena vlečka MATVE. Na koleji č. 4 bylo mechanické seřaďovací návěstidlo, další skupinové mechanické seřaďovací návěstidlo platilo pro jízdy z vlečkových kolejí DYAS a MATVE.
U všech dopravních kolejí byla vnitřní jednostranná nástupiště s betonovými obrubníky, příchod na všechna nástupiště byl úrovňový přes koleje. V roce 2002 měla nástupiště délky 159 m (u koleje č. 2), 166 (č. 1) a 271 m (č. 3), v roce 2006 mělo nástupiště u koleje č. 2 délku 165 m, zbývající dvě pak délku 185 m.
Na záhlaví směr Ostrožská Nová Ves se v km 92,113 nacházel přejezd (silnice III. třídy) vybavený světelným přejezdovým zabezpečovacím zařízením bez závor.

### Stav po roce 2008
Provoz ve stanici je zabezpečen pomocí elektronického stavědla ESA 11, které je dálkově řízeno. Původně od roku 2008 byla stanice ovládána z Kunovic, od roku 2015 bylo zavedeno dálkové ovládání z CDP Přerov. Stav v roce 2024 je takový, že v základním stavu je stanice řízena z CDP Přerov, případně z pracoviště pohotovostního výpravčího v Bylnici, možná je nadále také obsluha z Kunovic. Místní ovládání je možné pouze pomocí desky nouzových obsluh, která je umístěna v dopravní kanceláři ve výpravní budově. Jízdy vlaků v obou přilehlých traťových úsecích je zabezpečen pomocí automatických hradel bez oddílových návěstidel.
Oproti dřívějšímu stavu nedoznalo kolejiště významných změn, pouze byla zrušena výhybka, kterou byla u budovy napojena manipulační kolej č. 4 do dopravní koleje č. 2. Zrušena byla také odvratná kolej a výhybka v pokračování koleje č. 2 směrem k Ostrožské Nové Vsi. Všechny výhybky jsou stavěny ústředně pomocí elektromotorických přestavníků, výjimkou je pouze ručně přestavovaná výhybka spojující manipulační koleje č. 4 a 6. Beze změn je rovněž napojení vleček.
Vjezdová návěstidla a jejich předvěsti, odjezdová návěstidla (u všech tří dopravních kolejí) a seřaďovací návěstidla jsou světelná. Polohy vjezdových návěstidel jsou následující: L v km 92,160 a S v km 90,807.
Nástupiště č. 1 o délce 189 m u koleje č. 2 je (po změně koleje č. 4 na kusou) přístupné bez nutnosti přechodu přes kolej, nástupiště u kolejí č. 1 a 3 (obě o délce 271 m) jsou stejně jako v minulosti přístupná přechody přes koleje. Nástupní hrany nástupišť jsou ve výšce 200 mm nad temenem kolejnice.
Beze změny úrovně zabezpečení je rovněž přejezd na zhlaví v km 92,113, získal však své označení P7949 a komunikace, která trať na tomto přejezdu kříží, je označena jako silnice I/71.
V roce 2024 byla cestujícím k dispozici čekárna v budově nepřetržitě, výdejna jízdenek Českých drah byla otevřena v provozních hodinách.